# Lonchaea leviscuta
Lonchaea leviscuta är en tvåvingeart som beskrevs av Mcalpine 1964. Lonchaea leviscuta ingår i släktet Lonchaea och familjen stjärtflugor.
Artens utbredningsområde är New Hampshire. Inga underarter finns listade i Catalogue of Life.